# Biesingen (Blieskastel)

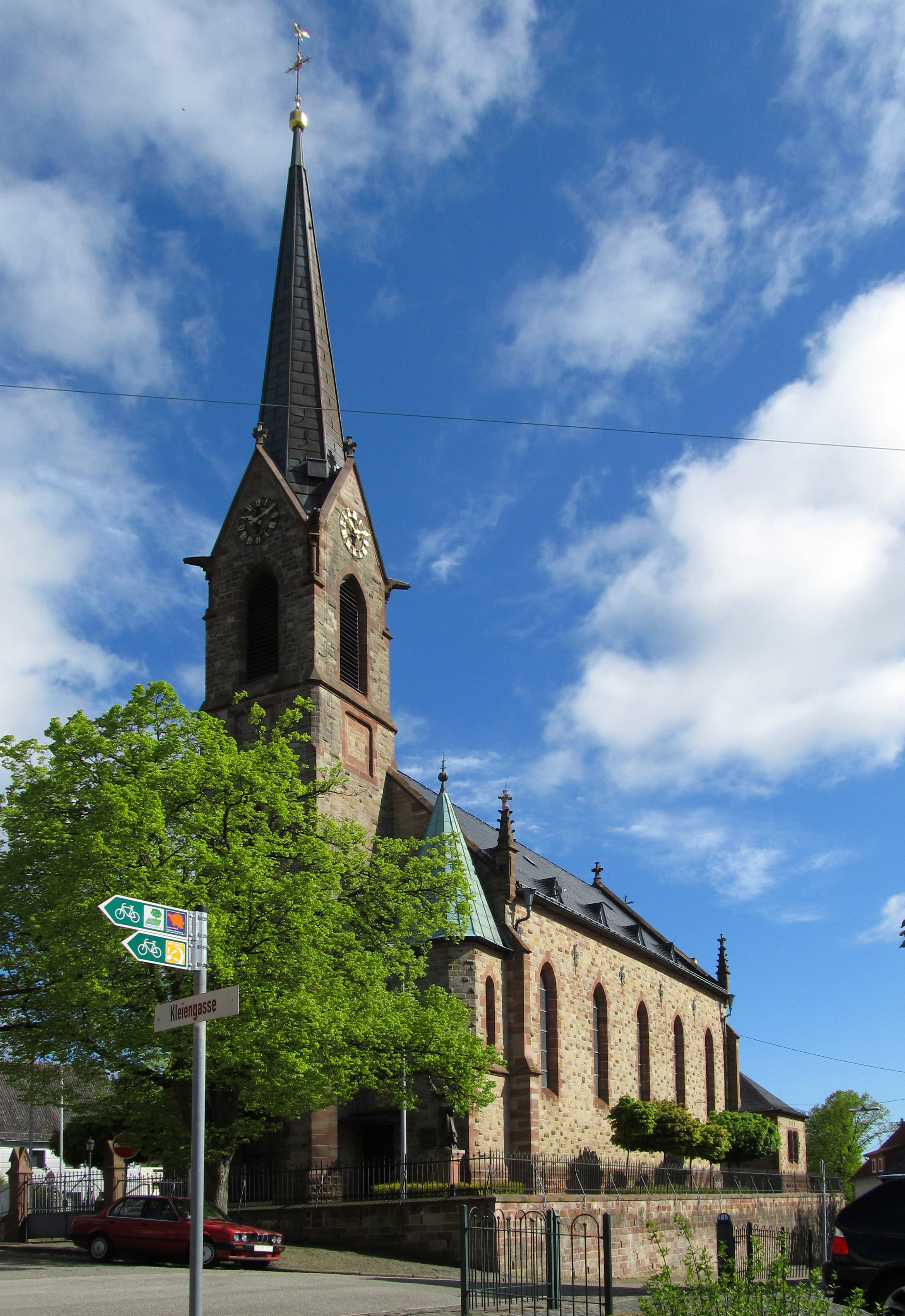
Pfarrkirche St. Anna in der Ortsmitte von Biesingen

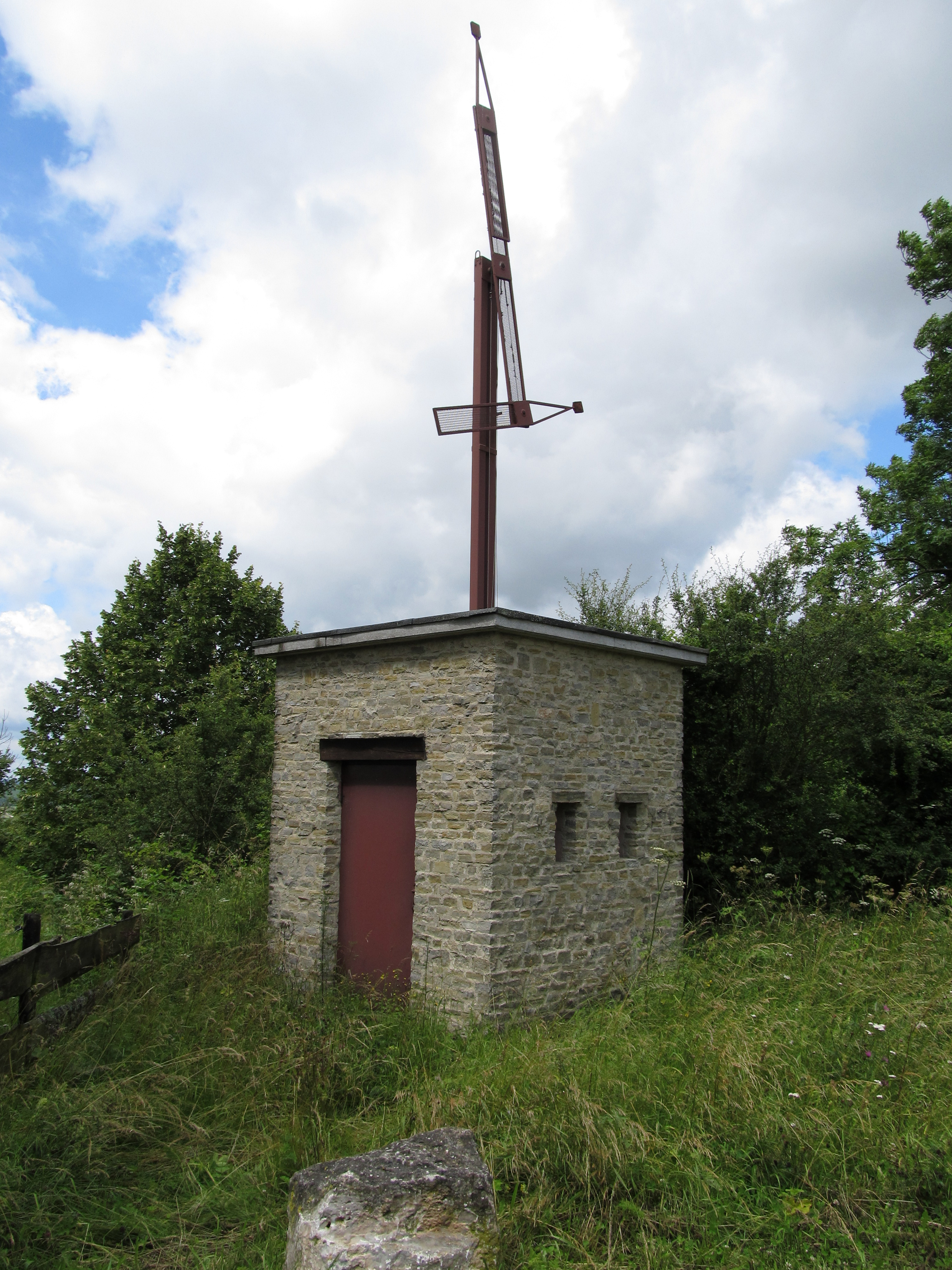
Optischer Telegraf auf dem Hölschberg bei Biesingen

Biesingen ist ein Stadtteil von Blieskastel im Saarpfalz-Kreis (Saarland). Bis Ende 1973 war Biesingen eine eigenständige Gemeinde im Landkreis Sankt Ingbert.

## Geographie
Biesingen liegt auf dem Höhenzug des Osterberges zwischen dem Mandelbachtal im Westen und der Blies im Osten zwischen Blieskastel und Aßweiler und ist damit höchstgelegene Siedlung des Bliesgau.
Der größte Teil der Gemarkung liegt im Bliesgau. An der Färbung der Äcker sind zwei Gesteinsschichten auszumachen: mit seiner rötlichen Färbung ist Buntsandstein vorherrschend, im nördlichen Übergang zum Ort Niederwürzbach sowie in Richtung Blieskastel wird er von Muschelkalk – in gelblich-brauner Farbe – überlagert. Der tiefste topografische Punkt befindet sich mit 280 m ü. NHN im Langen Thal, circa 80 Meter unter dem dominanten Kirchhügel. Der höchste Punkt wird mit 380 m ü. NHN an der Gemarkungsgrenze zu Erfweiler gebildet (Hölschberg (397 m ü. NHN)).
Eine morphologische Sonderstellung nimmt der Biesingerberg ein, der zu allen Seiten ein etwa 20 Meter abfallendes Plateau bildet und der durch die St.-Anna-Pfarrkirche mit ihrem schlanken Turm noch weiter betont wird. Ob dies durch eine vom Hölschberg abgetrennte Landverwerfung als Zeugenberg oder eine mit widerstandsfähigerem Material des Muschelkalks ausgestattete Erdmasse ist, wurde bisher nicht geklärt. Die von hier mögliche Aussicht ist grandios und für morphologische Studien des Bliesgau ein idealer Standpunkt: zu sehen sind im Nordosten die Sickinger Höhe, im Osten die Höhen bei Pirmasens, im Südosten der Kalbenberg und der Kahlenberg, nach Süden und Südwesten die bewaldeten Höhenzüge des Bliesgau mit seinen eingesprengten Ortschaften und im Norden der Kirkeler Wald und fern am Horizont der Schaumberg bei Tholey.

## Geschichte
Ein um 1860 gefundenes beidseitig geschliffenes Steinbeil aus Diabas belegt die Anwesenheit von Menschen in der Jungsteinzeit und ist damit die älteste Siedlungsspur.
Der heutige Ort ist vermutlich eine fränkische Gründung des 5. oder 6. Jahrhunderts. Jedoch erst 1206 wird Biesingen erstmals in den Regesten des Klosters Wörschweiler als Bunsingen erwähnt. Im Dreißigjährigen Krieg war Biesingen nahezu verödet. Anschließend gehörte es wie Blieskastel zum Haus von der Leyen. Die Schlacht von Biesingen am 17. November 1793 besiegelte den Sieg der französischen Revolutionstruppen unter General Lazare Hoche über die verbündeten Preußen und Österreicher und damit das Ende des Territoriums der Grafen von der Leyen. Aufgrund der Niederlage Napoleons kam Biesingen 1816 mit der Pfalz zu Bayern und war ab dieser Zeit selbständige Gemeinde. Nach dem Ersten Weltkrieg wurde Biesingen – wie die ganze Saarpfalz – von Bayern abgetrennt und dem neu gebildeten Saargebiet zugeschlagen.
Im Rahmen der saarländischen Gebiets- und Verwaltungsreform wurde die bis dahin eigenständige Gemeinde Biesingen am 1. Januar 1974 der Stadt Blieskastel zugeordnet. Biesingen ist seitdem ein Stadtteil und ein Gemeindebezirk.
Die ältesten Häuser gruppieren sich unmittelbar um die Kirche und sind als Bauernhäuser genutzt worden. Mit Beginn der Kohleförderung in St. Ingbert im 19. Jahrhundert kamen neue Straßen mit Arbeiterhäusern hinzu, die heute hauptverantwortlich für das Aussehen des Dorfes sind. Nach dem Zweiten Weltkrieg wurden mehrere Straßen als Wohnstraßen neu angelegt: „Am Chaussee“, „Hölschberg“, „Münchwiese“ und „Würzbachstraße“. Nach etwa 30 Jahren des Stillstands wurden in den 2000er Jahren in zwei Baugebieten wieder 40 Neubauten erstellt. Fast alle Einwohner sind Pendler der umliegenden Zentren Blieskastel, St. Ingbert, Homburg und Saarbrücken.

## Politik
Ergebnis der Bundestagswahl vom 24. September 2017.
- CDU: 33,5 %
- SPD: 28,0 %
- DIE LINKE: 11,1 %
- GRÜNE: 6,5 %
- AFD: 14,9%
- FDP: 3,0 %
- ANDERE: 3,0 %

Die Wahlbeteiligung lag bei 80,0%

### Ortsrat
Ergebnis der Ortsratswahlen vom 25. Mai 2014:
- SPD: 57,8 %, 5 Sitze
- CDU: 42,2 %, 4 Sitze

(Stand: Mai 2014)

### Ortsvorsteher
Derzeitiger Ortsvorsteher ist Sven Dörrenbächer (SPD).

### Wappen
Das Wappen von Biesingen ist senkrecht geteilt: in der rechten Hälfte steht auf goldenem Hügel eine silberne gotische Kirche in Turmansicht und Firstkreuz mit golden scheinender Tür und zwei Fenstern. Die linke Hälfte ist waagerecht geteilt: oben ein grüner, auf silbernem Hintergrund stehender Lindenbaum mit Wurzeln, Astwerk und fünfzehn Blättern, unten ein auf blauem Grund stehender silberner Pfahl.
Die neugotische, nach den Plänen von August Barth errichtete und 1905 geweihte St.-Annen-Kirche mit ihrem hohen, schlanken Turm bildet das weithin sichtbare Wahrzeichen von Biesingen. Die Linde gibt den um 1875 gesetzten Lindenbaum in der Dorfmitte wieder, in dessen unmittelbaren Umgebung zahlreiche dörfliche Veranstaltungen stattfinden: Er symbolisiert die Gemeinschaft im Dorf. Der Silberne Pfahl im Blau ist aus dem Wappen der Herren und Grafen von der Leyen abgeleitet. Sie waren Landes- und Grundherren seit dem 15. Jahrhundert bis zur französischen Revolution.

### Gemeindepartnerschaften
- Biesingen, Stadtteil von Bad Dürrheim, Baden-Württemberg (seit Mai 2001)

## Kultur und Sehenswürdigkeiten
Aufgrund der exponierten Lage ist die erst 1904 erbaute katholische Pfarrkirche St. Anna ein weithin sichtbarer Orientierungspunkt.
In der Umgebung findet man eine große Anzahl Wegekreuze.
Vor einigen Jahren wurde in Lothringen und dem Saarpfalz-Kreis ein Teil der optischen Telegrafenlinie Paris – Landau nachgebaut. Einer dieser Masten steht in exponierter Lage auf Biesinger Gemarkung. Die Originalstelle konnte bei der Errichtung 1998 aber nicht mehr genau bestimmt werden. Ein Gegenstück auf französischer Seite befindet sich in Cadenbronn, einem Ortsteil von Nousseviller-Saint-Nabor.
Mitten im Herzen von Biesingen steht das einzige existierende Gasthaus, das seinen Namen von einer sehr alten Linde bekam. Dieses historische Gasthaus „Zur Linde“ (aus dem 17. Jahrhundert) ist seit einigen Jahren wegen sanierungsbedürftigen Zustands geschlossen.

## Wirtschaft und Infrastruktur
Noch im 19. Jahrhundert war die Landwirtschaft Schwerpunkt des örtlichen Wirtschaftsgeschehens. Außerdem wurde Kalk, Sand und Gips gewonnen. Heute arbeiten nahezu alle Beschäftigten in den Industrie- und Dienstleistungsbetrieben der umliegenden Städte.

### Verkehr
Hauptverkehrsachse ist die B 423.
Biesingen ist über die Buslinie R10 Blieskastel-Saarbrücken an den ÖPNV des saarVV angebunden.